# المركز الوطني للزلازل والبراكين
المركز الوطني للزلازل والبراكين هو مركزٌ حكوميٌّ سعوديٌ تابعٌ لهيئة المساحة الجيولوجية السعودية، تأسس سنة 2005، ويهتم برصد أي نشاط زلزالي داخل المملكة من خلال الشبكة الوطنية للرصد الزلزالي.

## التأسيس والمهام
وفقا لقرار مجلس الوزراء رقم 228 بتاريخ 13 شعبان 1425هـ ، أصبحت هيئة المساحة الجيولوجية السعودية المسؤولة عن كافة أعمال الرصد الزلزالي داخل المملكة العربية السعودية. وانطلاقاً من هذه المسئوليات، تم تأسيس المركز الوطني للزلازل والبراكين في هيئة المساحة الجيولوجية السعودية في عام 2005 م. يتولّى المركز الإشراف الكامل على الشبكة الوطنية للرصد الزلزالي، ومتابعة المحطات الحكومية المعنية وتبليغها رسميًا بالأحداث الزلزالية وتوفير قاعدة معلومات لجميع الجامعات ومراكز البحث السعودية باستمرار.

## الشبكة الوطنية للرصد الزلزالي
دمجت وحُدّثت شبكات محطات الرصد الزلزالي الدائمة السابقة التي جرى تسلمها من مدينة الملك عبد العزيز للعلوم والتقنية، كما أعيد توزيع وتحديث مواقع المحطات التي تم تسلمها من جامعة الملك عبد العزيز وجامعة الملك سعود، إضافة إلى تطوير المركز الرئيس لاستقبال البيانات الزلزالية في المركز الوطني للزلازل والبراكين العامل ضمن هيئة المساحة الجيولوجية السعودية. وتمت ترقيتها باستخدام وسائل جديدة واسعة النطاق وأجهزة القياس عن بعد عبر الأقمار الاصطناعية. يتم تحديد جميع الهزات الأرضية التي قوتها أكبر من درجتين داخل المملكة بشكل منتظم، كما تم إنشاء قاعدة بيانات زلزالية شاملة للبحوث والدراسات الزلزالية.
تبلغ عدد المحطات التابعة للشبكة الطنية للرصد الزلزالي 228 محطة رصد، وتغطي جميع أنحاء الممكلة وتتركز المحطات في غرب المملكة العربية السعودية، مكان وقوع معظم الأنشطة الزلزالية ووجود المخاطر. وقد تم تركيب محطات بشكل كثيف في شمال مدينة ينبع في منطقة حرة الشاقة (لونيير) التي تم إنشاؤها في عام 2009 بهدف رصد الزلزال المرتبطة بمشكلة البركان التكتوني الأخير في المنطقة. تتمكن الشبكة من رصد الهزات الأرضية التي قوتها أقل من درجتين لتحديد مكان حدوثها في أي منطقة في المملكة العربية السعودية.